# Герб Албуфейри
Ге́рб Албуфе́йри — офіційний символ міста Албуфейра, Португалія. Використовується як територіальний герб. У срібному щиті червоний замок із трьома баштами, золотими вікнами і брамою. Над замком чорний орел із розкритими крилами. Обабіч орла дві голови: світлошкірого християнського короля в золотій короні (праворуч) і темношкірого мавританського еміра в срібному тюрбані (ліворуч). Внизу щита дві зелені хвилясті смуги. Щит увінчує срібна мурована міська корона з п'ятьма вежами.  Під щитом біла стрічка, на якій великими літерами напис португальською: «cidade de Albufeira» (місто Албуфейра).  Офіційно затверджений 23 серпня 1986 року. Створений на основі попереднього містечкового герба, ухваленого 14 травня 1937 року. 

## Галерея

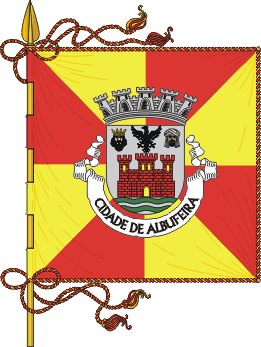
Прапор